# Mark Deering
Mark Joseph Deering (* 6. März 1900 in Dunlavin, County Wicklow, Irland; † 26. April 1973 im County Wicklow) war ein irischer Politiker der Fine Gael. Von 1953 bis 1957 war er Teachta Dála (Abgeordneter) im Dáil Éireann, dem irischen Unterhaus des Oireachtas.

## Biografie
Deering wuchs auf dem elterlichen Hof auf. Er war ein talentierter Rugbyspieler und trat für die irische Auswahl im März 1929 gegen Wales an. Er trat bei den Wahlen 1951 im Wahlkreis Wicklow an, wurde jedoch nicht gewählt. Erst bei der Nachwahl für den verstorbenen Thomas Brennan im Juni 1953 konnte er genügend Stimmen für den Einzug in den Dáil erzielen. Diesen Sitz konnte er bei den Wahlen 1954 verteidigen. Er verlor den Sitz jedoch bei den Wahlen 1957. Letztmalig versuchte er, bei den Wahlen 1965 seinen Sitz zurückzugewinnen.
Er war mit Rosaleen verheiratet.

## Quelle
- Eintrag auf der Homepage des Oireachtas